# Gemawang (Girimarto)
Gemawang is een bestuurslaag in het regentschap Wonogiri van de provincie Midden-Java, Indonesië. Gemawang telt 2427 inwoners (volkstelling 2010).